# Osnabrücker Jugendchor
Der Osnabrücker Jugendchor e.V. – kurz OJC – ist ein gemischter Chor (S/A/T/B), der im Jahr 1974 vom Osnabrücker Domchordirektor Johannes Rahe gegründet wurde und seit 2012 unter der Leitung von Clemens Breitschaft steht.

## Struktur
Bis Mitte Mai 2012 stand der Chor mit seinen gut 50 Mitsängerinnen und Sängern aus der Stadt und dem Landkreis Osnabrück unter der Leitung des damaligen Gründers Johannes Rahe. Ab dem 19. Mai 2012 wurde die Leitung des Jugendchores an den neuen Domchordirektor des Osnabrücker Domes, Clemens Breitschaft, übergeben.
Im Gegensatz zu anderen Kinder- oder Jugendchören wachsen die jungen Sänger/-innen in ihren Familien und nicht in einem Internat auf.
Seit wenigen Jahren gibt es erstmals eine Kooperation mit der Ursulaschule, einem Gymnasium in der Trägerschaft der Schulstiftung des Bistums Osnabrück. Dort wurden Chorklassen gebildet, die es den Jugendlichen ermöglichen das Hobby „Chor“ und die Schule besser zu verknüpfen. Dennoch gehen weiterhin viele Sänger/-innen auf verschiedenste Schulen im Stadt- und Landkreis.
Die Sängerinnen und Sänger haben ihre musikalische Vorbildung zumeist im Osnabrücker Domchor erhalten und wechseln dann im Alter von 14 Jahren zum Osnabrücker Jugendchor. Ein Austrittsalter gibt es nicht, doch scheiden viele Mitglieder nach der abgeschlossenen Schullaufbahn oder im Zuge ihres Studiums aus ihrer aktiven Phase aus. Dennoch kommen viele Ehemalige für die musikalische Gestaltung der Karmetten am Karfreitag und Karsamstag im Hohen Dom zu Osnabrück zum Osnabrücker Jugendchor zurück – eine ständige Verbindung zwischen den Ehemaligen und den noch aktiven Sängerinnen und Sängern ist somit gegeben.

## Tourneen und Konzerte
Als musikalischer Botschafter der Bundesrepublik Deutschland bereist der Osnabrücker Jugendchor die unterschiedlichsten Regionen der Erde. So führten die Tourneen in den letzten Jahren neben der Türkei (2011), Syrien/Jordanien (2010), Ungarn (2009), Österreich/Serbien/Kroatien/Slowenien (2008), Polen (2006) auch nach Ghana (2004). Zuvor waren bereits Reisen nach Südamerika, in die USA und auch beispielsweise nach Japan unternommen worden.
Doch nicht nur internationale Konzerte stehen auf dem Programm des OJC. So gestaltete der Jugendchor den Eröffnungsgottesdienst der Weltjugendtages 2005 in Bonn auf der Schlosswiese sowie den Fronleichnamsgottesdienst beim Katholikentag 2008 in Osnabrück. Neben einigen Fernsehauftritten, wie beim Weihnachtsgottesdienst im Hohen Dom zu Osnabrück im Jahr 1998 und der Verleihung des Preises der deutschen Bundesstiftung Umwelt 2003, dokumentieren zahlreiche Auszeichnungen und diverse CD-Einspielungen das hohe Niveau des Chores.
Neben den vielen Konzerten unterstützt der Osnabrücker Jugendchor den Osnabrücker Domchor bei der musikalischen Gestaltung der Gottesdienste im Hohen Dom zu Osnabrück.
Somit finden drei- bis viermaligen Proben in der Woche auch im Probenraum des Domchores, dem Chorsaal statt. Der Chorsaal wurde erst 2008 errichtet und befindet sich direkt neben dem Dom. In ihm findet auch das Tutti-Einsingen vor Konzerten und Gottesdiensten statt.
Das Repertoire des Osnabrücker Jugendchores reicht von den Anfängen geistlicher A-Cappella-Musik (Gregorianik) bis zur Moderne und auch der experimentellen Musik. Doch auch ein weltliches Repertoire steht auf dem Probenprogramm der Jugendlichen.
Zahlreiche Zusammenarbeiten mit Orchestern aus dem In- und Ausland erweitern das Repertoire auch um die großen Oratorien von Händel, Mendelsohn u. a., aber auch um die Messen beispielsweise von Mozart und Schubert und die Passionen Bachs.

## Besonderheiten
Die Gemischte Aufstellung gehört seit der Gründung zur Eigenart des Osnabrücker Jugendchores. Die Sängerinnen und Sänger einer Stimmgruppe (Sopran, Alt usw.) stehen nicht zusammen, sondern jeweils neben Vertretern anderer Stimmgruppen, was eine größere Selbständigkeit der Stimmführung und eine stärkere klangliche Verflechtung der Einzelstimmen bewirkt.

## Auszeichnungen (Auswahl)
- 1. Preis beim 1. Deutschen Chorwettbewerb
- 1. Preis beim 1. Niedersächsischen Chorwettbewerb
- 1. Preis beim Internationalen Chorwettbewerb Gorizia (Italien)
- 1. Preis beim „International Choral Kathaumixw 1990“ in British Columbia

## Einspielungen (Auswahl)
- Crucifixus (1986)
- Puer natus est (1990)
- Canticum canticorum (1991)
- Llibre vermell (1994)
- Fallen women (1998)
- Überm Strom der Zeit… (2000)
- O magnum mysterium (2001)
- Instruments of your peace (2003)
- Ewiger – Psalmen von Luis Lewandowski (2007)
- Magnificat (2008)
- Ave verum (2009)
- Biblische Klagen (2010)
- Rosa Mystica (2011)